# Cyanocorax chrysops
La chara moñuda, urraca de cresta alborotada, aka’ê , urraca común o suso (Cyanocorax chrysops) es una especie de ave paseriforme de la familia Corvidae ampliamente distribuida por gran parte de Sudamérica: Brasil sudoccidental, Bolivia, Paraguay, Uruguay y norte de Argentina, incluso regiones de ríos de la cuenca del Amazonas que bordean el Pantanal.
Esta urraca es muy conocida por la capacidad de aprender. Se alimenta de insectos, pequeños reptiles, anfibios, pichones y huevos de aves. También se alimenta de semillas, frutas y nueces (tienen mucha facilidad para tomar y manipular objetos con sus patas). Esta ave es otra víctima de la comercialización ilegal como aves de jaula.[cita requerida]

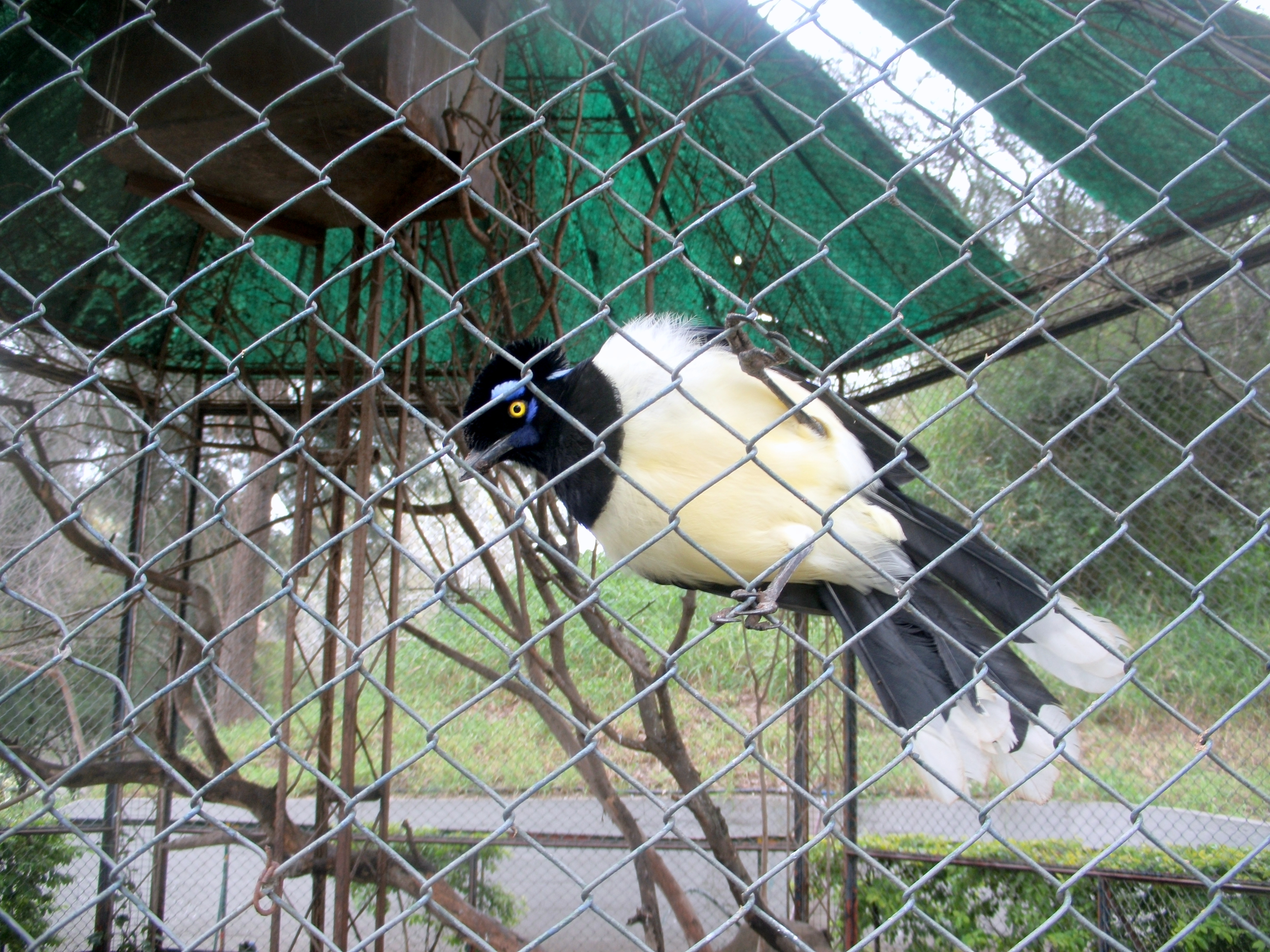
Ejemplar cautivo en el Zoológico de Córdoba.